# Stikine Mountains
Stikine Mountains, také Stikine Ranges, je pohoří na severu Britské Kolumbie a jihu Yukonu, na západě Kanady.
Vrcholy hor leží ve výškách 2 000 až 2 500 metrů. Nejvyšší horou je Mount Cushing s nadmořskou výškou 2 644 metrů. Jedná se o rozsáhlé, obtížně prostupné a téměř neznámé pohoří. Kanadští geografové ho považují za součást tzv. Vnitřních hřbetů, američtí geografové za součást Skalnatých hor.

## Geografie
Chaoticky uspořádané horské hřbety byly vyvrásněny nevadskou orogenezí. Pohoří má délku 645 kilometrů.

## Členění
Součástí pohoří jsou další menší horské skupiny: Beady Range, Nisutlin Plateau, Skree Range, Three Sisters Range, Thudaka Range a Tuya Range.